# Mas de Jacinto
El Mas de Jacinto (popularmente conocido como La Masada), es una aldea de Castielfabib, en la provincia de Valencia (Comunidad Valenciana, España).
El topónimo La Masada alude a la existencia previa de una masía o casa de labor con finca anexa agrícola y ganadera.

## Situación
Situada en el extremo nororiental de la comarca del Rincón de Ademuz, en el límite con Aragón y a escasos 2 kilómetros de la aldea de Torrealta (término municipal de Torrebaja). Se extiende sobre un alto que asoma a la vega del Turia, en su confluencia con la rambla de Valdeagua (también conocida como Rambla de San Sebastián, en honor al patrón y titular de la ermita local).

## Historia
La fundación y el desarrollo de la aldea es relativamente reciente ya que mediado el siglo XVIII (1760) apenas contaba con cinco casas habitadas. El estadista y geógrafo Pascual Madoz (1847) ya se refiere al lugar como «Mas de Jacinto» y a su ermita de «San Sebastián», mencionándolo entre los caseríos más notables de Castielfabib, junto con las «Tóbedas Alta y Baja» y las «Casas del Mojón».
Su crecimiento posterior pudo estar en la proximidad del Camino Real y la carretera de Cuenca a Teruel (N-420). De hecho, en el censo de los años sesenta del siglo XIX (1860) ya contaba con 32 viviendas, y en la segunda década del siglo XX (1920) contaba con 239 habitantes. Según refiere el geógrafo Rodrigo Alfonso: «La carretera (N-420-N-330) discurre junto al lugar, lo cual ha permitido el emplazamiento adyacente a ella de los escasos servicios locales: gasolinera, taller de reparación de vehículos, tienda (ya desaparecida) y bar restaurante».
En 1991 la localidad censaba 73 habitantes, y 69 en 1996. El descenso poblacional ha continuado en años sucesivos, pues en 2011, vivían en el Mas de Jacinto 47 personas.

## Patrimonio histórico-artístico
Destaca la Ermita de San Sebastián, construcción del siglo XVII.-
Asimismo, en su casco urbano pueden admirarse singulares ejemplos de arquitectura tradicional (vernacular) bien conservados.

## Galería de imágenes

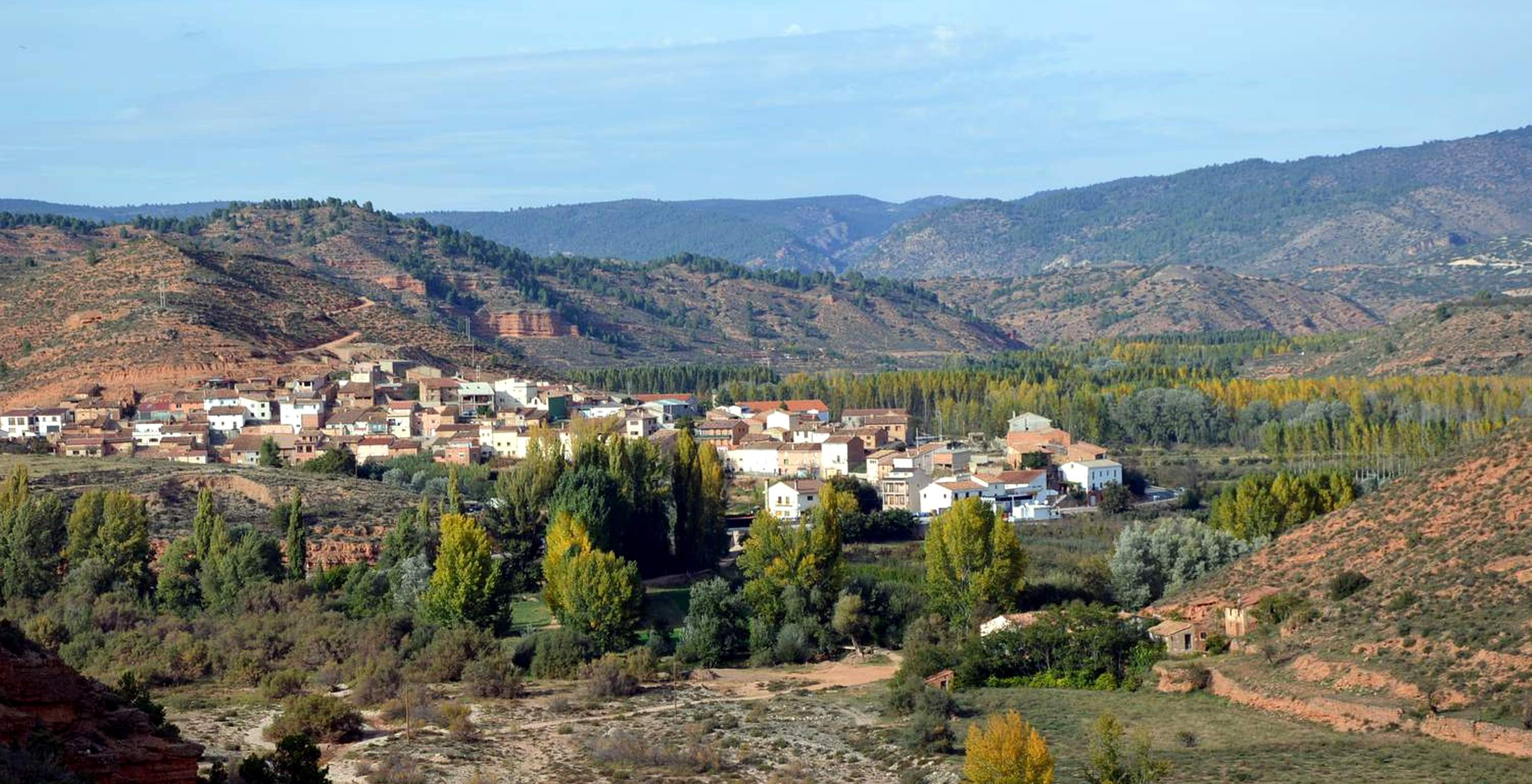
Mas de Jacinto (Castielfabib), vista general (suroriental).
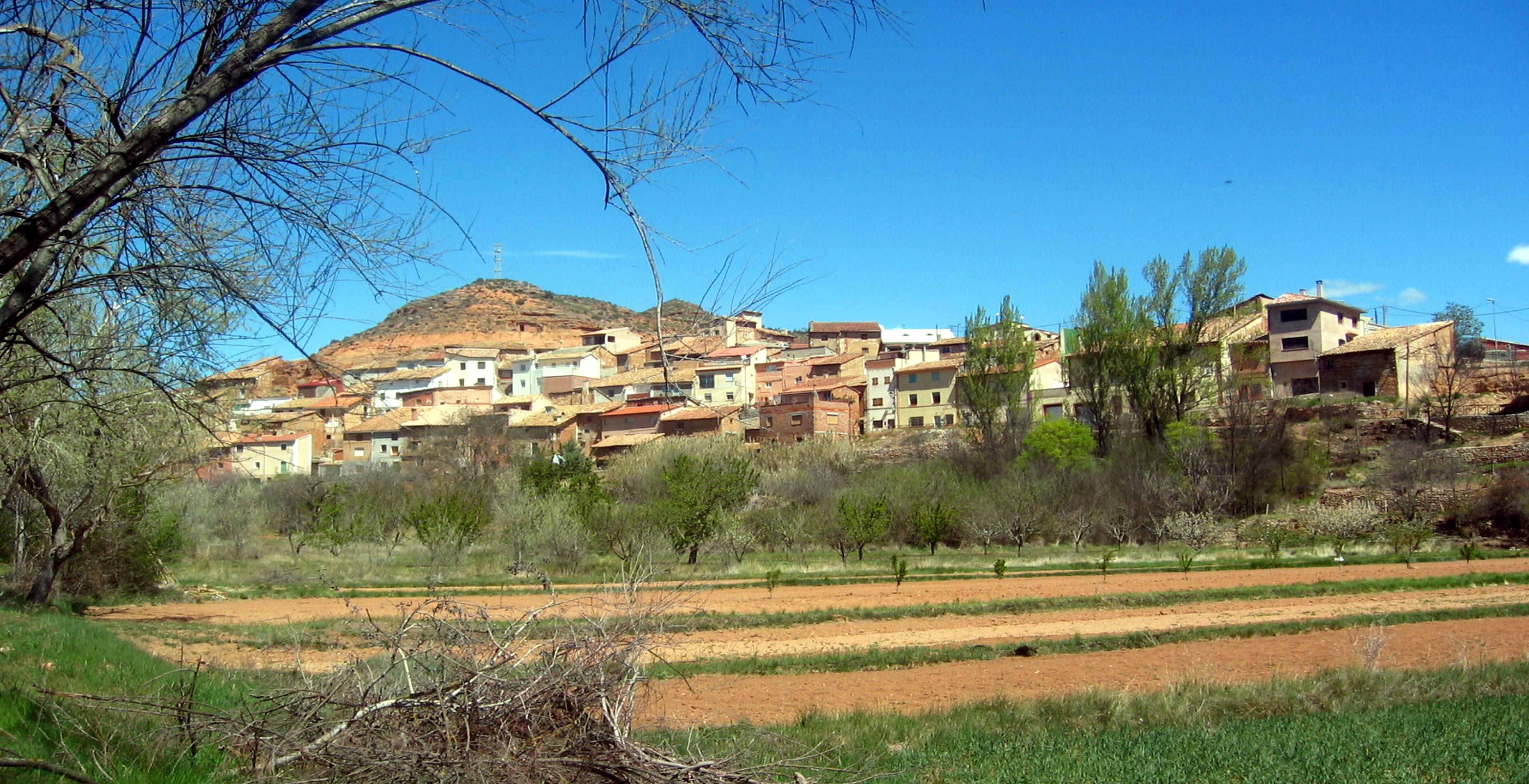
Mas de Jacinto (Castielfabib), paisaje rural.
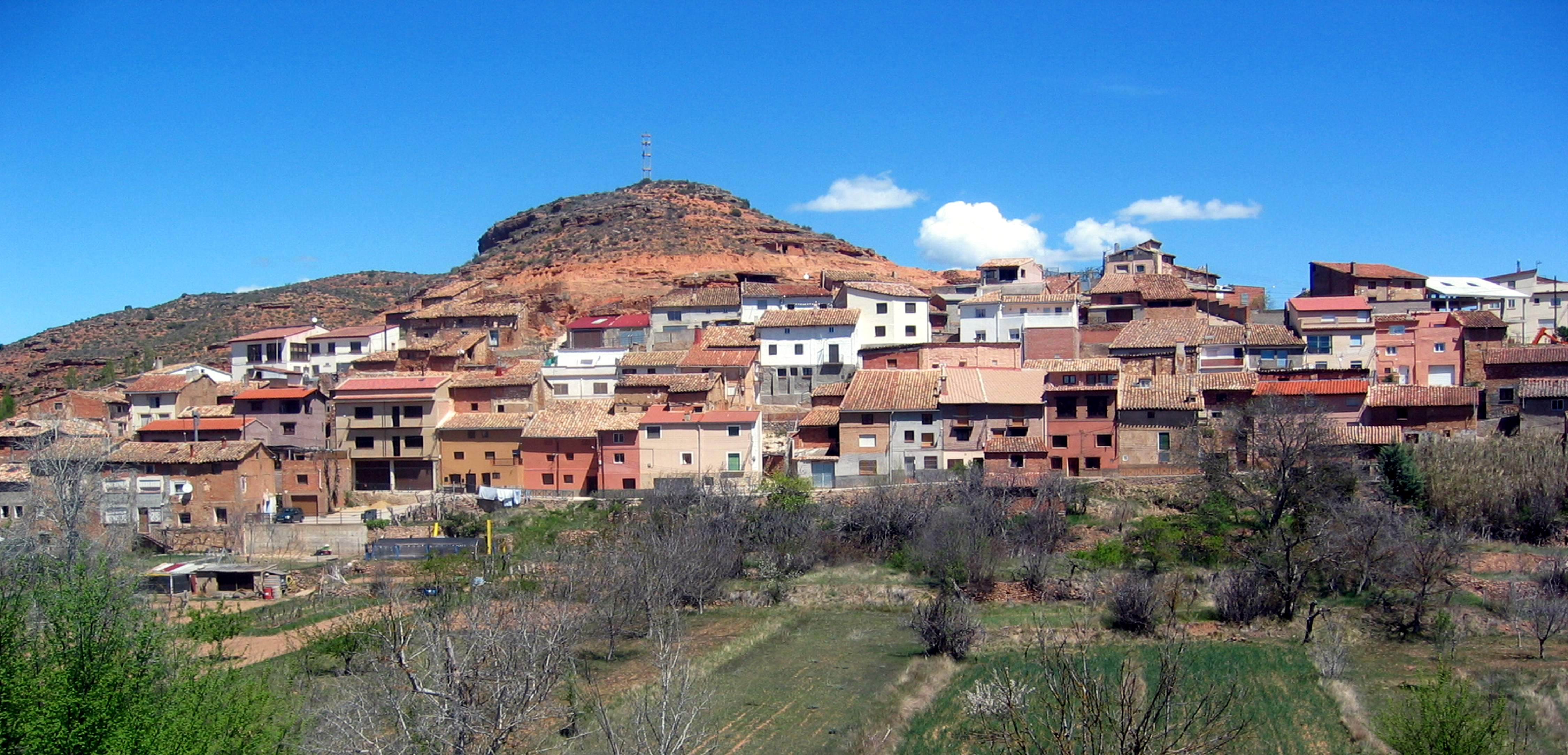
Mas de Jacinto (Castielfabib), paisaje rural.
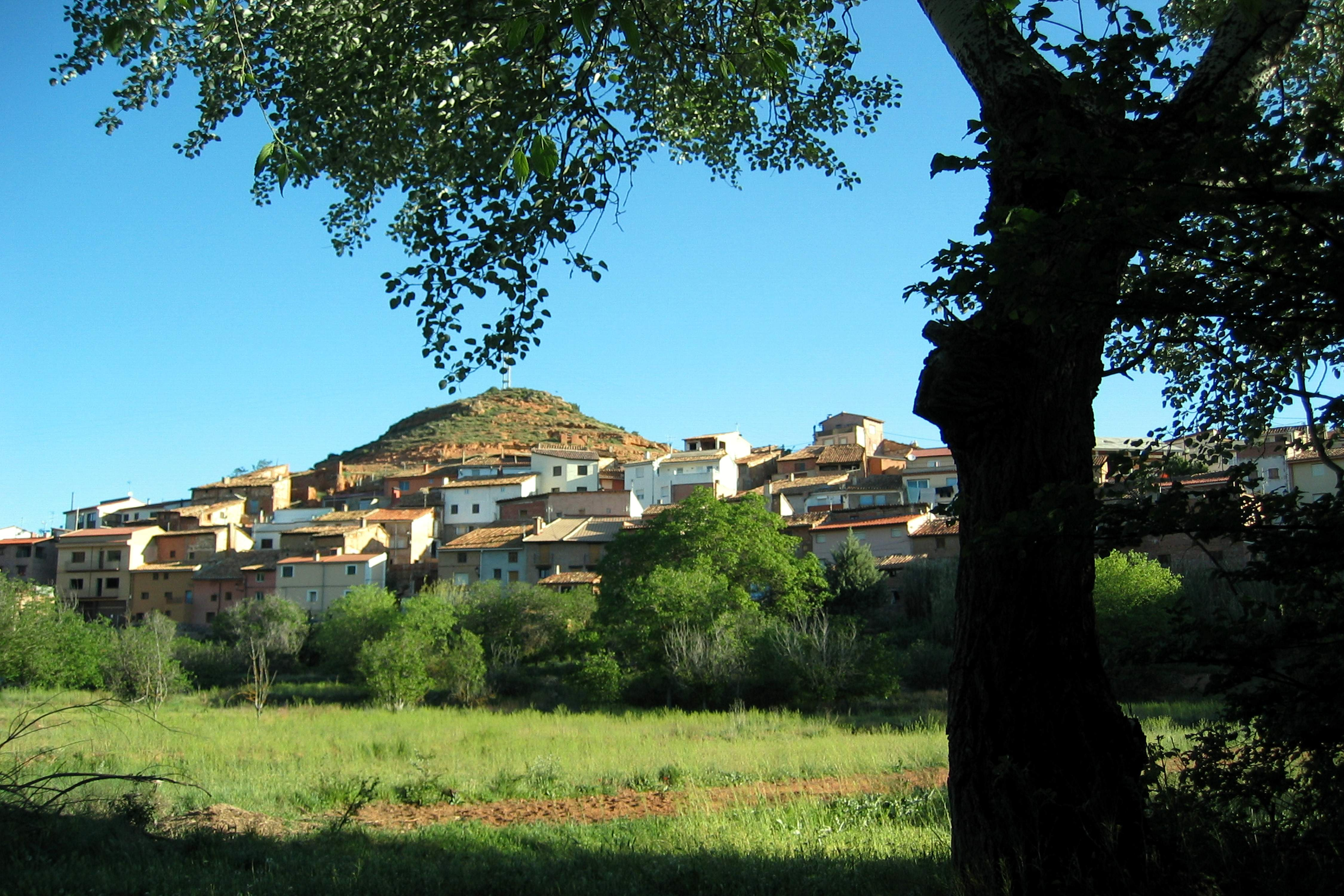
Mas de Jacinto (Castielfabib), paisaje rural.
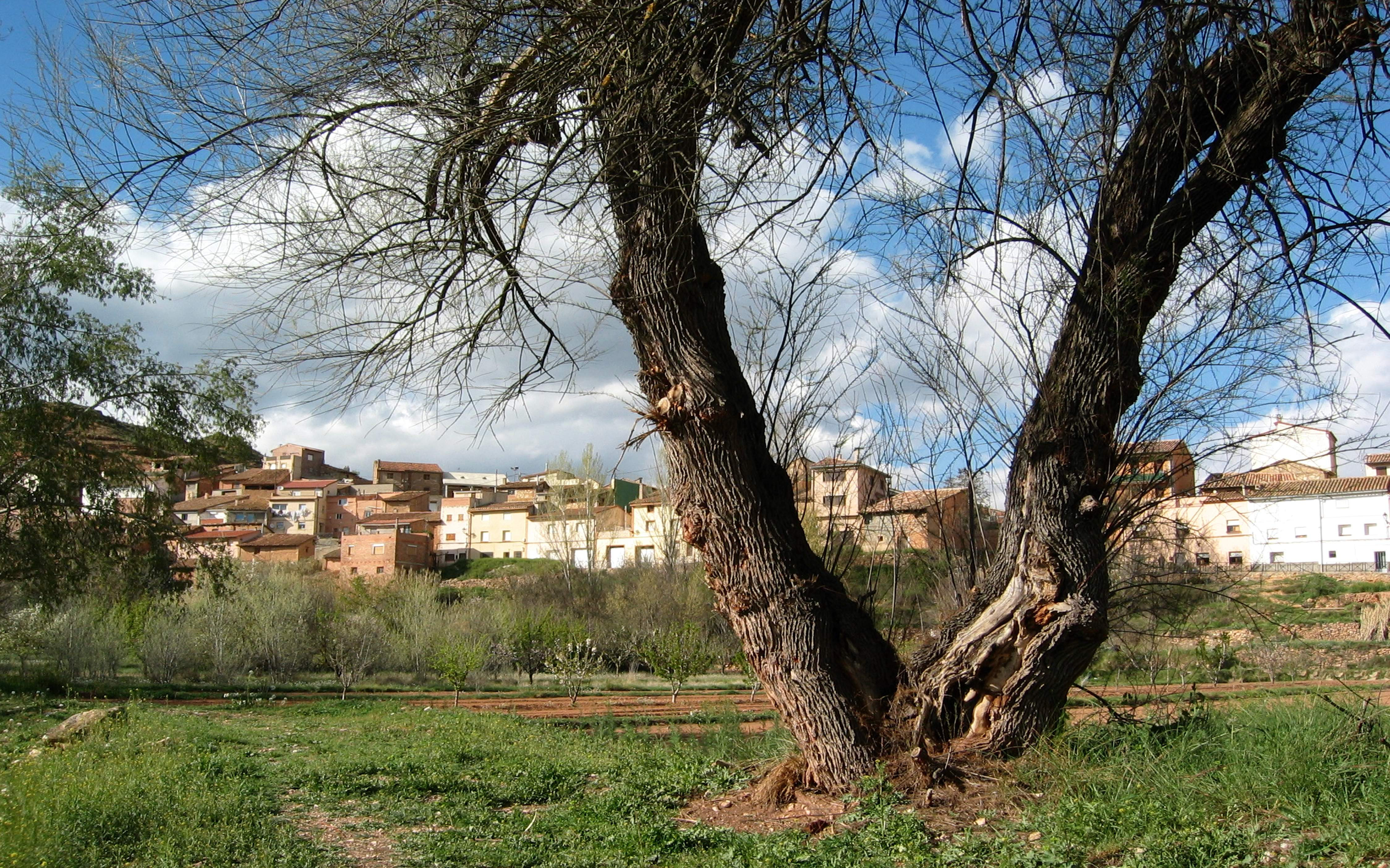
Mas de Jacinto (Castielfabib), paisaje rural.
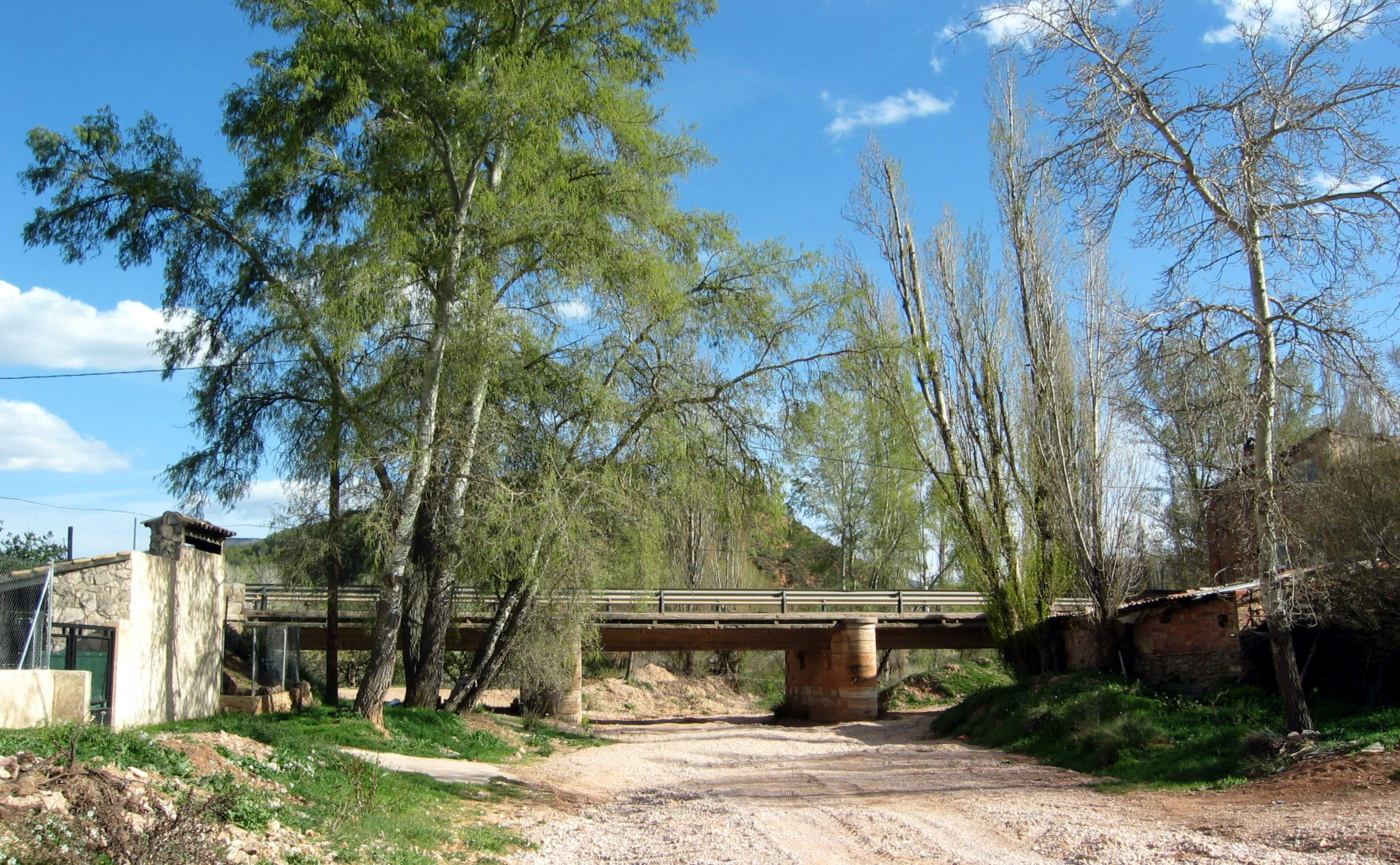
Mas de Jacinto (Castielfabib), paisaje rural.
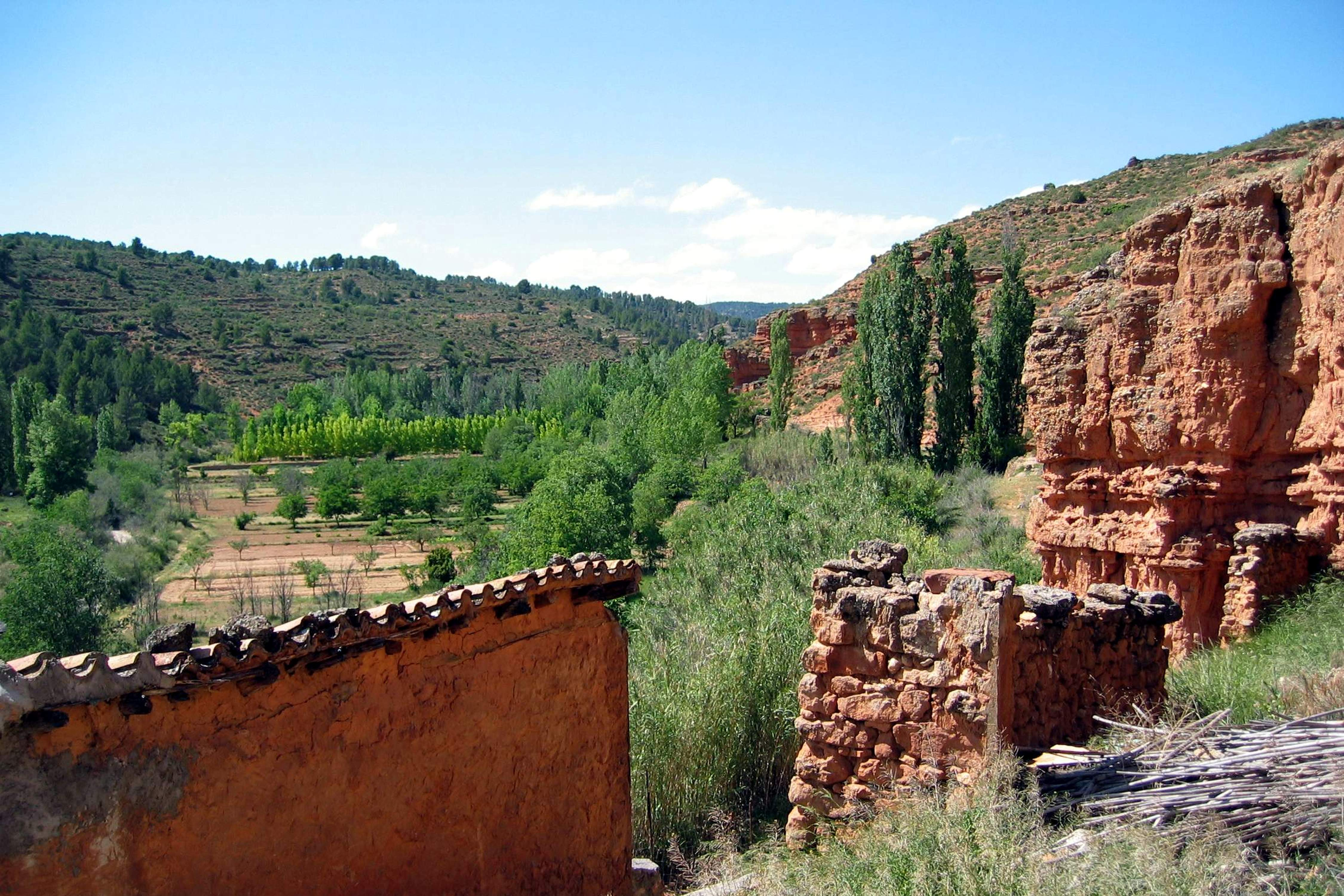
Mas de Jacinto (Castielfabib), paisaje rural.
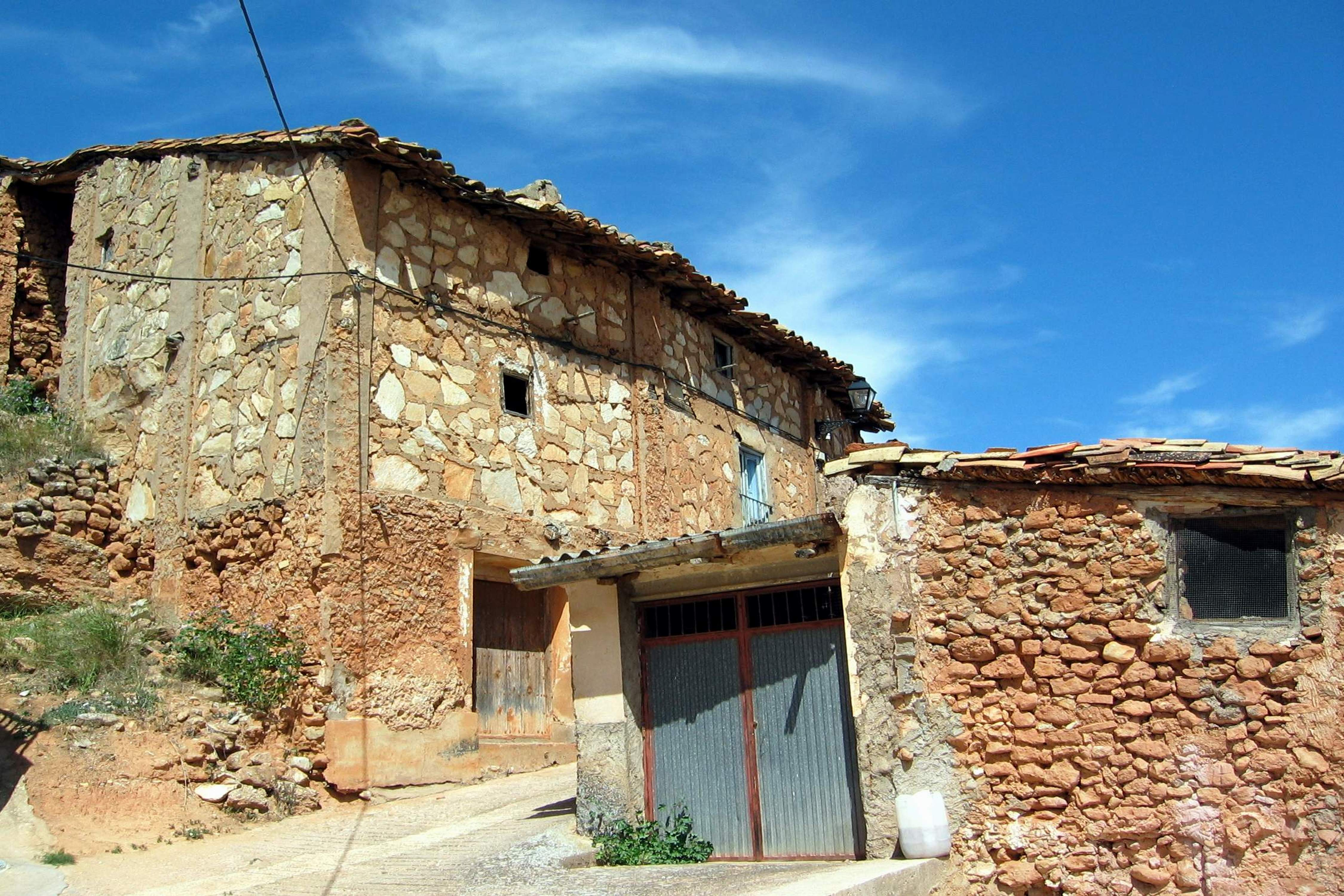
Mas de Jacinto (Castielfabib), paisaje urbano.
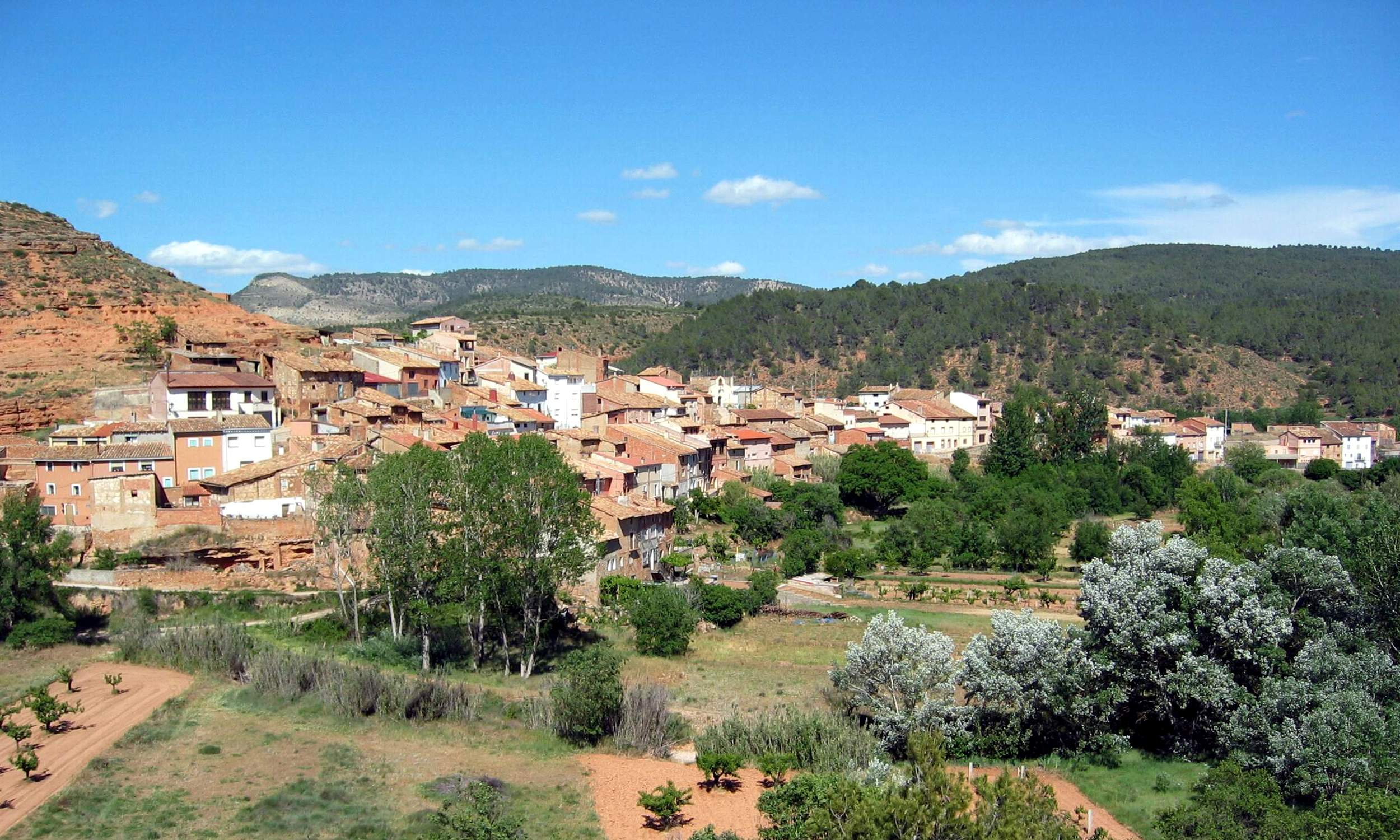
Mas de Jacinto (Castielfabib), paisaje rural.